# 이치노세키번
이치노세키 번(일본어: 一関藩 이치노세키한[*])은 일본 에도 시대에 존재한 번 중 하나이다. 지금의 이와테현 이치노세키시 일대에 위치하였고, 번청은 이치노세키 성이다. 이치노세키에 있었던 다이묘 집안은 둘이었는데, 하나는 이치노세키 다테 가문이고, 다른 하나는 다무라 가문이며, 둘 다 센다이번의 분가이다.

## 번의 성립과 반환
1660년, 센다이번의 3대 번주 다테 쓰나무네의 숙부 다테 무네카쓰가 3만 석 영지를 분할받아 이치노세키에 진야를 두면서 이치노세키 번이 성립되었다. 무네카쓰는 쓰나무네의 은거 이후 어린 나이에 번주가 된 다테 쓰나무라의 후견인으로 센다이 번의 실권을 장악했다. 그러던 중에 무네카쓰는 센다이 번 권력의 중앙집권화를 꾀하여 와쿠야 다테 가문과 후계자 및 영지 문제로 대립하게 되었고, 이것이 1671년의 다테 소동으로 커지면서 결국 실각하였다. 이때 이치노세키 영지도 몰수, 반환되어 센다이 번에 귀속되었다.

## 번의 재형성
1682년, 이와누마번의 다무라 다쓰아키가 이치노세키 영지로 이봉되어 다시 이치노세키 번이 생겨났다. 이와누마 번의 다무라 가문도 센다이 번의 2대 번주 다테 다다무네가 아내 요시히메의 친정 집안인 다무라 가문을 아들 무네요시에게 다시 일으키게 한 데서 비롯된 가문으로 센다이 번의 지번에 해당했다. 다쓰아키는 도자마 다이묘이면서 쇼군 도쿠가와 쓰나요시의 측근으로 일하였다.
보신 전쟁 때는 오우에쓰 열번동맹에 참여하여 신정부군에 맞서 싸웠으나 패배했다. 후일 항복하였으나 영지 3천 석을 삭감당하고 번주가 강제 은거당하는 처분을 받았다. 1869년에 판적봉환, 1871년에 폐번치현을 맞아 번은 소멸하였다.

## 역대 번주

### 이치노세키 다테 가문
- 다테 무네카쓰(伊達宗勝) 재위 1660년 ~ 1671년

### 다무라 가문
1. 다무라 다쓰아키(田村建顕) 재위 1681년 ~ 1708년
2. 다무라 노부아키(田村誠顕) 재위 1708년 ~ 1727년
3. 다무라 무라아키(田村村顕) 재위 1727년 ~ 1755년
4. 다무라 무라타카(田村村隆) 재위 1755년 ~ 1782년
5. 다무라 무라스케(田村村資) 재위 1782년 ~ 1798년
6. 다무라 무네아키(田村宗顕) 재위 1798년 ~ 1827년
7. 다무라 구니아키(田村邦顕) 재위 1828년 ~ 1840년
8. 다무라 구니미치(田村邦行) 재위 1840년 ~ 1857년
9. 다무라 유키아키(田村通顕) 재위 1857년 ~ 1863년
10. 다무라 구니요시(田村邦栄) 재위 1863년 ~ 1868년
11. 다무라 다카아키(田村崇顕) 재위 1868년 ~ 1871년

## 같이 보기
- 센다이번
- 이와누마번